# Pfarrkirche Rattenberg

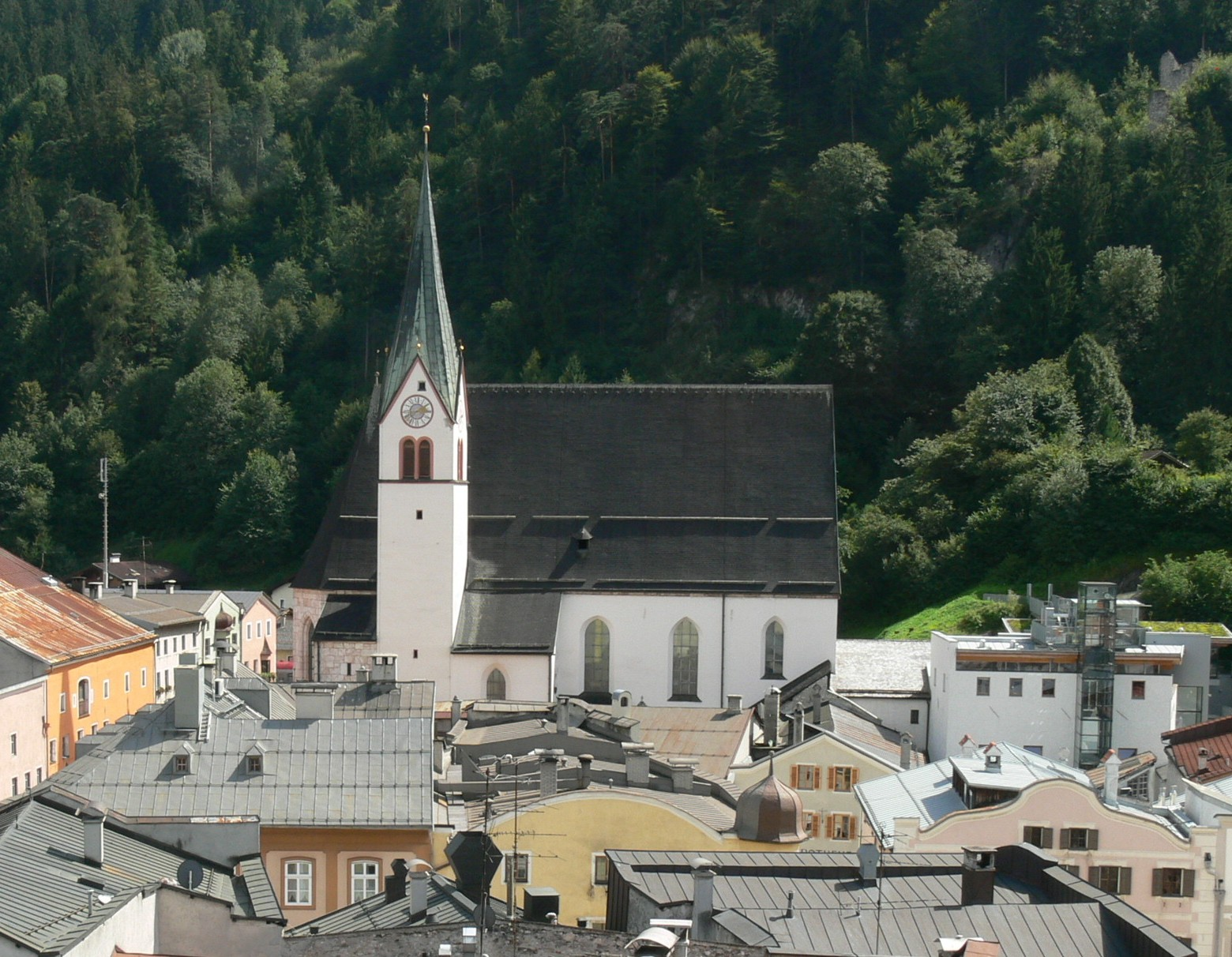
Pfarrkirche Rattenberg von Norden

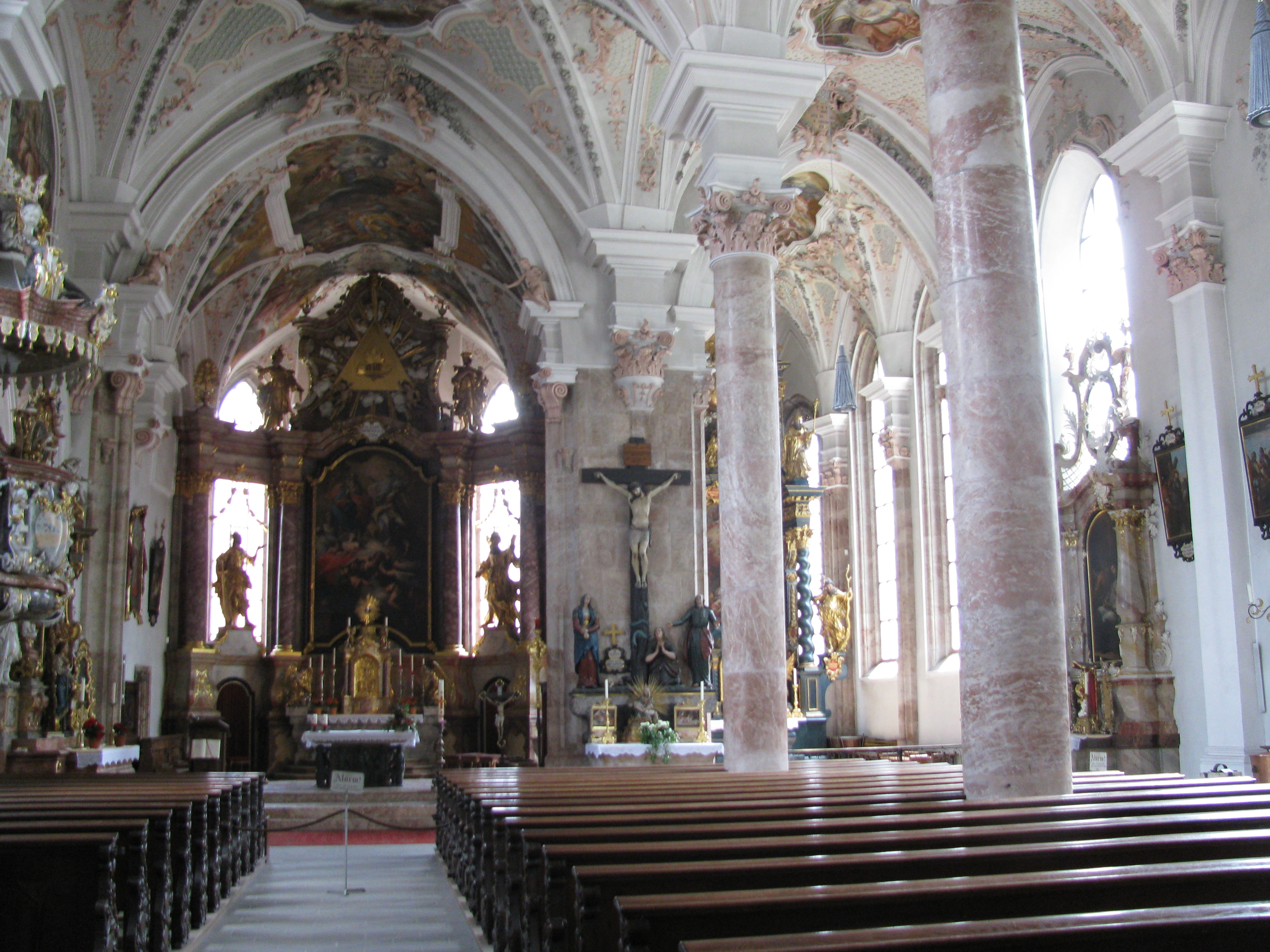
Hauptschiff und Hauptchor, rechts das Seitenschiff

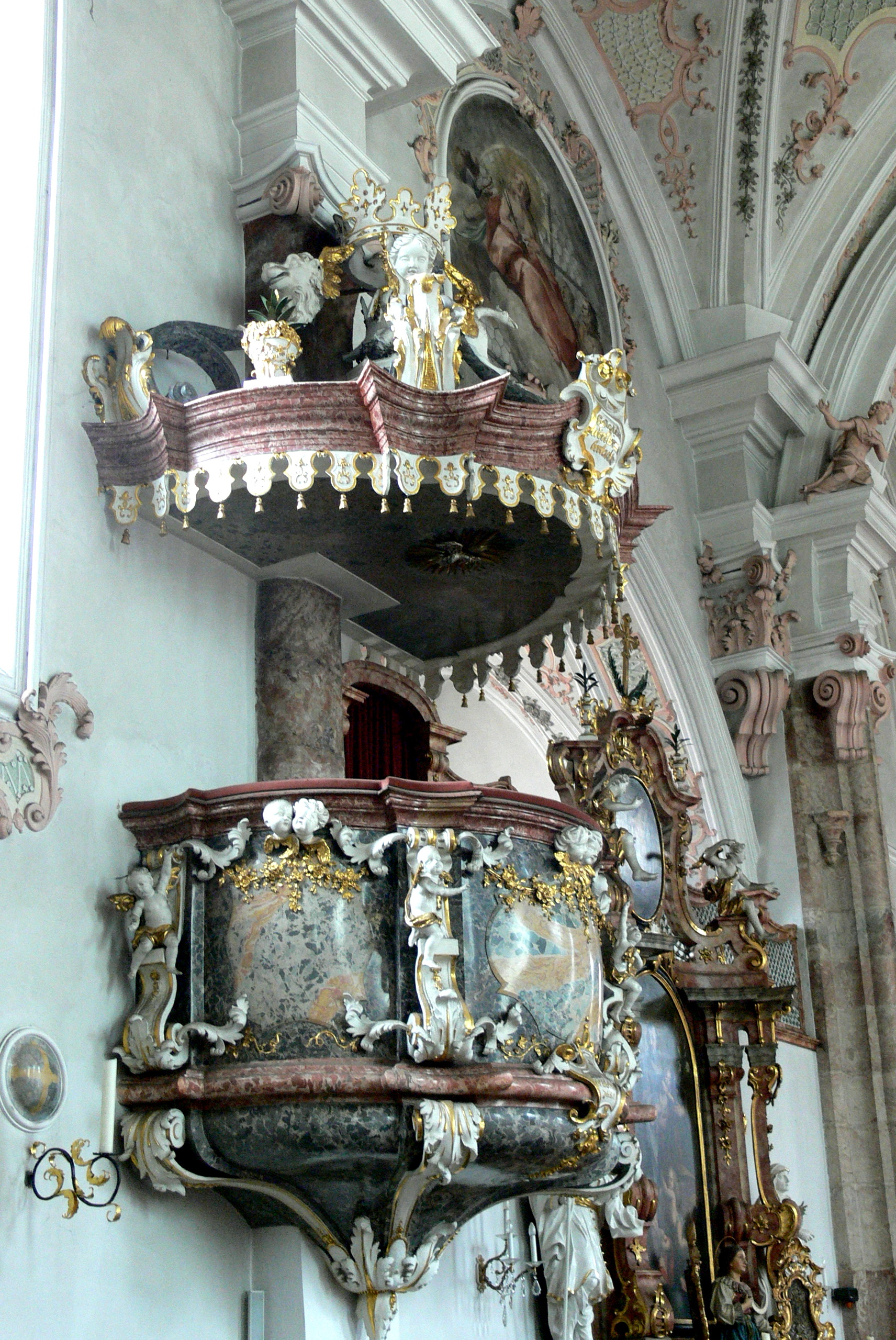
Kanzel

Die römisch-katholische Pfarrkirche Rattenberg steht in der Stadtgemeinde  Rattenberg im Bezirk Kufstein im Bundesland Tirol. Die Pfarrkirche hl. Virgil gehört zum Dekanat Reith im Alpbachtal der Erzdiözese Salzburg. Die Kirche und der ehemalige Friedhof stehen unter Denkmalschutz.

## Geschichte
Urkundlich wurde 1301 eine Kirche genannt. 1443 war ein Kirchenbrand. Von 1473 bis 1506 erfolgte ein weitgehender Neubau mit Christian Nickinger und Jörg Steyrer. Die Sakristei wurde von 1507 bis 1512 mit Jörg Steyrer erbaut. Um 1730 wurde die Kirche barockisiert. Die Kirche wurde 1786 zur Pfarrkirche erhoben.

## Architektur
Kirchenäußeres
Die Kirche erhebt sich über der südlichen Häuserzeile des Städtchens unter dem Burgberg und ist über zwei gedeckte Treppenaufgänge im Süden und eine Treppe im Osten erreichbar. Der gotische Kirchenbau der Hagauer Bauhütte hat ein nördliches Hauptschiff (Bürgerschiff) und ein südliches Seitenschiff (Knappenschiff) und einen Hauptchor und einen Seitenchor. Die West- und Nordwand der Kirche und der Nordturm wurde ab 1443 und älter mit Bruchsteinmauerwerk erbaut und verputzt. Die südliche Seitenschiffwand und die nördliche Sakristei wurden mit unverputzten Kramsacher Marmorquadern nach 1473 errichtet. Der am Hauptchor angebaute gotische Nordturm hat rundbogige abgefaste Zwillingsschallfenster und trägt einen Spitzgiebelhelm. Westlich am Turm am Hauptchor steht die gotische zweigeschoßige Sakristei. Westlich davon am Hauptschiff steht ein länglicher barocker zweigeschoßiger Anbau. Der Hauptchor zeigt ehemalige dreibahnige Fenster, der Seitenchor zeigt schmale hohe Maßwerkfenster mit gekehlten Gewänden. An den Chören und am südlichen Seitenschiff sind Sockel mit Rundstab- und Sohlbankgesimsen, an der Südwand wegen des ansteigenden Geländes des Burgberges mehrfach geknickt. Zwischen den Fenstern zeigt die Fassade Dreiecklisenen. Am Seitenchor ist mit Inschrift Michael Auer als finanzieller Bauherr genannt und an der südlichen Seitenschiffwand ist die Jahresangabe 1473. Die südlichen gekehlten gotischen Portale sind westlich rundbogig und östlich spitzbogig, das nördliche rechteckige Portal hat Kehlungen mit Stäben. An der Südwand sind ehemalige dreibahnige Spitzbogenfenster.
Kircheninneres
Die zweischiffige vierjochige Langhaus mit einem breiteren Hauptschiff und einem schmäleren Seitenschiff mit drei weit auseinandergestellten Rundpfeilern macht einen einheitlichen Raumeindruck. Der barocke Stuck überdeckt die ehemaligen gotischen Gewölbe, barocke Pilaster mit Gebälkstücken überdecken die gotischen Wandpfeiler, in den Chören sind die gotischen Wandvorlagen mit Diensten sichtbar erhalten. Die barocke Westempore steht auf Marmor- und Holzsäulen. Die Chorbogenpfeiler sind gekehlt, die Hauptchorpfeiler mit Birnstab. Die zweijochigen Chöre schließen mit Dreiachtelschluss und sind gegenseitig mit einer breiten Spitzbogenöffnung verbunden. Das nördliche gotische rechteckige Portal zeigt Verstäbungen. Das reiche Laub- und Bandlwerk des Stucks in den Gewölben, mit Büsten und Girlanden haltenden Putten über den Fenstern, mit korinthischen Kapitellen an den Rundpfeilern, schufen die Stuckateure Anton Gigl, Augustin Gigl und Engelmund Lambs (1733).
Die Deckenmalerei in den Chören mit Verklärung Christi und die vier Kirchenväter im Hauptchor und Immaculata als Maria vom Siege im Seitenchor schuf Simon Benedict Faistenberger (1729).

## Ausstattung
Im 18. Jahrhundert wurde die Kirche barockisiert und erhielt so ihr heutiges Aussehen. Der Annenaltar mit reichem Figurenschmuck im südlichen Chorraum stammt von dem Mondseer Bildschnitzer Meinrad Guggenbichler, die Gewölbefresken werden Simon Benedikt Faistenberger und Matthäus Günther zugeschrieben. Die Kreuzigungsgruppe zwischen den beiden Chorbögen wurde 1829 von Franz Serafikus Nißl geschaffen. Die Notburgakapelle wurde erst in den 1980er Jahren errichtet und beherbergt eine Büste der heiligen Notburga. Zur Kirche gehören auch eine Kapelle, die an die Kriegstoten erinnert, und eine Mariengrotte.

### Orgel

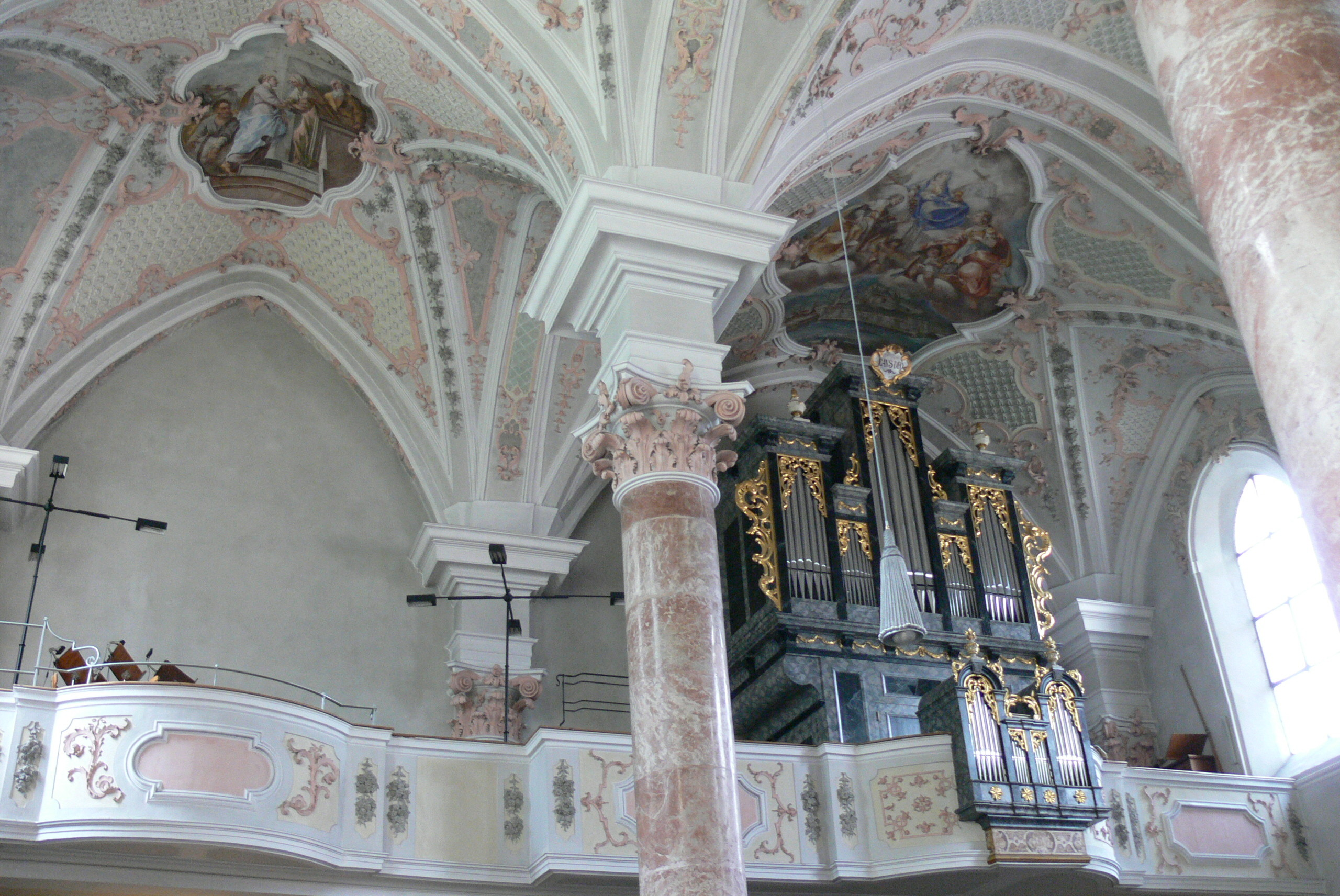
Blick auf die Orgel

Die Orgel wurde 1986 von der  Orgelbaufirma Reinisch-Pirchner erbaut. Das Instrument hat 23 Register auf zwei Manualen und Pedal.
| I Hauptwerk C–g3 |       |
| Bordun           | 16′   |
| Prinzipal        | 8′    |
| Gedackt          | 8′    |
| Viola            | 8′    |
| Oktav            | 4′    |
| Nachthorn        | 4′    |
| Quint            | 2 ⁄3′ |
| Oktave           | 2′    |
| Waldflöte        | 2′    |
| Mixtur           |       |
| Trompete         | 8′    |

| II Rückpositiv C–g3 |        |
| Copl                | 8′     |
| Rohrflöte           | 4′     |
| Nasard              | 2 ⁄3′  |
| Prinzipal           | 2′     |
| Terz                | 1 3⁄5′ |
| Quint               | 1 ⁄3′  |
| Scharff             |        |
| Dulcian             | 8′     |
| Tremulant           |        |

| Pedalwerk C–f1 |     |
| Subbass        | 16′ |
| Prinzipalbass  | 8′  |
| Oktavbass      | 4′  |
| Bombarde       | 16′ |

- Koppeln: II/I, I/P, II/P